# Tauri
Tauri是一个开源的软件框架，使用者可以通过Web前端技术为Linux、macOS、Windows、Android和iOS创建跨平台的桌面和移动应用程序。该框架在技术上基于Rust后端和JavaScript前端，使用Tao、Wry等渲染库在本地的WebView库上运行。 Tauri比现有的类似框架（如Electron）更轻量级。
Tauri由荷兰非营利性组织Commons Conservancy下属的Tauri基金会管理。自2024年起，Tauri获许以MIT许可证和Apache 2.0许可证授权和分发。
Tauri 1.0发布于2020年6月。2024年初，Tauri v2 Beta发布，包含对iOS和Android系统的移动端支持。2024年10月2日，Tauri v2稳定版本发布。

## 架构
Tauri架构有多个核心组件，包括如Tauri crate──管理运行时、宏、实用程序和API等各种功能的一个枢纽。套件还包含打包器、命令行界面接口、脚手架包等基本工具以简化开发和部署流程。Tauri支持创建跨平台应用程序窗口（TAO）和WebView渲染（WRY），以实现跨macOS、Linux和Windows平台的兼容。
Tauri使用Rust语言编写，这是一种强调性能、类型安全和内存安全的编程语言。Tauri允许用户独立开启与关闭各个API，并且提供隔离机制，从而避免不受信任的脚本经WebView访问后端。